# Jean Cugnot
Jean Pierre Gaston Cugnot (Courbevoie, 3 augustus 1899 - Parijs, 29 juni 1933) was een Frans wielrenner.
Cugnot werd in 1924 in eigen land samen met Lucien Choury olympisch kampioen op het tandem, tijdens deze spelen won Cugnot ook brons om de sprint.

## Resultaten
| Jaar | WK | Olympische Zomerspelen |
| ---- | -- | ---------------------- |
| 1924 |    | tandem · sprint        |

1908: André Auffray & Maurice Schilles ·
1920: Thomas Lance & Harry Ryan ·
1924: Jean Cugnot & Lucien Choury ·
1928: Daan van Dijk & Bernard Leene ·
1932: Louis Chaillot & Maurice Perrin ·
1936: Carl Lorenz & Ernst Ihbe ·
1948: Renato Perona & Ferdinando Terruzzi ·
1952: Russell Mockridge & Lionel Cox ·
1956: Anthony Marchant & Ian Browne ·
1960: Giuseppe Beghetto & Sergio Bianchetto ·
1964: Sergio Bianchetto & Angelo Damiano ·
1968: Pierre Trentin & Daniel Morelon ·
1972: Igor Zjelovalnikov & Vladimir Semenets
- Bibliothèque nationale de France: cb16919113j (data)
- International Standard Name Identifier: 0000 0004 3986 4367
- Virtual International Authority File: 311574092